# Schena Benamar
Schena Benamar (* 18. Januar 1999) ist eine französische Tennisspielerin.

## Karriere
Benamar spielt bislang vorrangig Turniere der ITF Women’s World Tennis Tour, wo sie bislang aber noch keinen Titel gewinnen konnte.
2015 erreichte sie im Juniorinnendoppel der French Open mit Partnerin Lucie Wargnier mit einem 7:64, 4:6 und [10:8] Sieg gegen Katherine Sebov und Sofja Schuk das Achtelfinale, wo die beiden dann gegen Dalma Gálfi und Fanny Stollár mit 2:6, 6:2 und [10:12] verloren. Im August wurde Benamar nationale französische Meisterin der Altersklasse U15/16.
2016 erhielt sie eine Wildcard für das Juniorinneneinzel der French Open, wo sie gegen Ioana Mincă in der ersten Runde mit 3:6 und 2:6 verlor. Im August wurde Benamar nationale französische Meisterin der Altersklasse U17/18, als sie im Finale Juliette Lollié 6:2, 2:6 und 7:5 besiegte. Im November erhielt sie eine Wildcard für die Qualifikation zum Hauptfeld im Dameneinzel der Engie Open de Limoges, ihrem ersten Turnier der WTA Challenger Series. Sie verlor aber bereits das erste Match gegen Galina Woskobojewa mit 2:6 und 3:6. 